# リアム・ブレイディ
リアム・ブレイディ（Liam Brady、1956年2月13日 - ）はアイルランド出身のサッカー選手、サッカー指導者。ポジションはMF（攻撃的MF）。愛称のChippyとは、彼の好物であるフィッシュ・アンド・チップスに由来している。

## 経歴

### 選手時代
ブレイディは1973年に17歳でアーセナルFCに入団し、同年10月6日のバーミンガム・シティ戦でリーグ戦デビューを飾った。アーセナルでは卓越したパスセンスでゲームメーカーを務め、デヴィッド・オレアリーらと共に1979年のFAカップ優勝に貢献、同年にPFA年間最優秀選手賞を受賞した。また1979-80シーズンのUEFAカップウィナーズカップでは準々決勝でイタリアのユヴェントスFCを下し準優勝に貢献したが、決勝ではスペインのバレンシアCF相手にPKを外したこともあって0-1で敗退した。
この活躍が認められ、1980年、当時国外の選手の起用が認められるようになったばかりのセリエA、ユヴェントスに移籍した。入団早々からスタメンの座を掴み1980-81シーズンと1981-82シーズンのセリエA連覇に貢献した。特に1981-82シーズンはフィオレンティーナと優勝争いが縺れ込んでいたが、最終節のUSカタンザーロ戦において自らペナルティキックを決め、20回目のスクデット獲得に導いた。
しかし1982年にフランスのミシェル・プラティニの加入が決定すると入れ替わるようにユヴェントスを退団し、UCサンプドリアに移籍した。その後は1984年にインテル・ミラノ、1986年にアスコリ・カルチョといったイタリアのクラブを渡り歩き、1987年にウェストハム・ユナイテッドFCに移籍。1990年に現役を引退した。
アイルランド共和国代表としては1975年から1990年までに72試合に出場し9得点を記録した。しかしクラブチームでの実績にも関わらず、国際舞台での活躍とは縁がなく、1988年のUEFA欧州選手権1988は怪我により不参加。またFIFAワールドカップ・イタリア大会予選突破に貢献したものの、1990年の本大会直前に代表から引退したため、選手生活を通じてワールドカップへの出場は叶わなかった。

### 監督時代
引退後は指導者の道へ進み、1991年から1993年までスコットランドのセルティックFC、1993年から1995年まではイングランドのブライトン・アンド・ホーヴ・アルビオンFCの監督を務めた後、1996年7月からは古巣のアーセナルのユースアカデミーの監督に就任した。
2008年3月7日、アーセナルの職務と兼任する形でアイルランド共和国代表のアシスタントコーチに就任し、マルコ・タルデッリと共に監督のジョバンニ・トラパットーニを補佐した。2010年2月、ブレイディはUEFA欧州選手権2012予選に挑むアイルランド共和国代表のスタッフとして残留しないことを表明し、同年4月に契約満了により退任した。

## エピソード
- ブレイディはサッカーの家系に育った。叔父のフランク・ブレイディ・シニアは1920年代、レイ・ブレイディは1950年代に活躍。実兄のフランク・ブレイディはシャムロック・ローバーズの選手として1968年のFAIカップ優勝に貢献し、UEFAカップウィナーズカップに出場。もう一人の兄のパットはクイーンズパーク・レンジャーズでプレーした。

## タイトル
アーセナル
- FAカップ: 1978–79

ユヴェントス
- セリエA: 1980–81, 1981-82

個人
- PFA年間最優秀選手賞 1回（1979年）
- イングランドサッカー殿堂 （2006年）